# Стрелецкая улица (Москва)
Стреле́цкая улица — улица на севере Москвы в районе Марьина Роща Северо-Восточного административного округа, между Савёловским проездом и 1-й Ямской улицей. Получила название в конце XIX века при планировке местности под уличную застройку по находившейся здесь в XVII веке Бутырской слободе стрельцов (затем — Бутырского полка, с которым связано название соседней Полковой улицы).

## Расположение
Стрелецкая улица проходит с запада на восток, начинается от Савёловского проезда вдоль Миусского кладбища, пересекает улицу Двинцев, Новотихвинскую улицу, затем последовательно 4-й, 3-й, 2-й и 1-й Стрелецкие переулки и после 1-й Ямской улицы переходит в 3-й проезд Марьиной Рощи.

## Примечательные здания и сооружения
- № 2 — Здание Московского художественно-промышленного училища имени М. И. Калинина (1950-е, архитектор Гейнэ)[1], ныне — Колледж прикладного искусства МГХПА им. Строганова;
- № 6 — Корпорация «Комат» ГУП; Реммост; производственно-строительная компания «Ремпуть»; общероссийская политическая общественная организация «Свободные демократы России».